# Малайский Союз

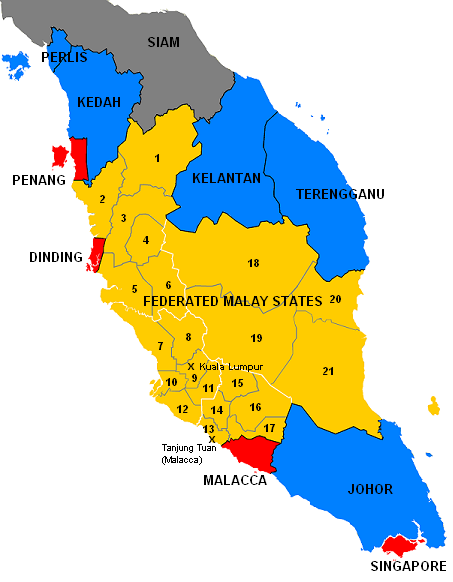
Малайские султанаты и Стрейтс-Сетлментс

Малайский Союз (англ. Malayan Union) — существовавшая в 1946—1948 годах коронная колония Великобритании, включавшая малайские государства и части бывшей британской коронной колонии Стрейтс-Сетлментс — Пинанг и Малакку.
Идея создания Малайского Союза была выдвинута Британской военной администрацией, взявшей Малайю под управление сразу по окончании Второй мировой войны, в октябре 1945 года. В том же месяце сэру Гарольду Макмайклу было поручено получить согласие малайских правителей на вхождение их государств в этот союз, и он быстро справился с этой задачей. Далеко не все из султанов сделали это с большой охотой, но так как они оставались на своих местах в годы японской оккупации, то их легко было обвинить в сотрудничестве с японцами и на этом основании лишить трона, поэтому у них не оставалось выбора.
Официально коронная колония Малайский Союз была провозглашена 1 апреля 1946 года, её первым губернатором стал сэр Эдвард Гент. Столицей новой коронной колонии стал город Куала-Лумпур. Одновременно с созданием Малайского Союза была распущена колония Стрейтс-Сетлментс, её прежние сеттлменты Пинанг и Малакка вошли в состав коронной колонии Малайский Союз, Сингапур стал отдельной коронной колонией; Лабуан был на некоторое время включён в состав колонии Сингапур, а затем был передан в коронную колонию Британское Северное Борнео.
Администрация коронной колонии Малайский Союз декларировала равные права для всех людей, желавших стать его гражданами. Гражданство автоматически давалось тем, кто родился в любом из малайских государств или Стрейтс-Сетлментсе и проживал там до 15 февраля 1942 года; тем, кто родился вне малайских государств или Стрейтс-Сетлментса, гражданство давалось лишь в том случае, если их отцы были гражданами Малайского Союза, если они сами были старше 18 лет, и если они прожили на территории малайских государств или Стрейтс-Сетлментса «10 из предшествующих 15 лет до 15 февраля 1942». Группы людей, претендующих на получение гражданства, должны были проживать на территории малайских государств или Стрейтс-Сетлментса 5 из 8 лет, предшествующих подаче заявления, иметь хороший характер, понимать и говорить на английском или малайском языках, и принести присягу на верность Малайскому Союзу.
Традиционные правители малайских государств передали британской короне всю свою власть, кроме религиозных вопросов. Государственные советы, функционировавшие в прежних малайских государствах, потеряли даже ту ограниченную автономию, что имели, и стали просто проводниками политики центрального правительства в Куала-Лумпуре. Вместо султанов во главе государственных советов встали британские резиденты.
Малайцы в целом встали в оппозицию к Малайскому союзу. Причинами были как методы, которыми сэр Гарольд Макмайкл добился согласия султанов, так и предоставление гражданства иммигрантам-немалайцам и их потомкам; причиной были отнюдь не расовая или религиозная ненависть, а их доминирование в экономике, представлявшее угрозу для малайцев. Оппозиционное движение возглавила созданная 1 марта 1946 года Объединённая малайская национальная организация. В знак протеста малайцы отказались принять участие в церемонии введения поста британского губернатора, бойкотировали участие в консультативных советах. Британцы признали наличие проблемы неучастия малайцев в управлении собственной страной, и прежде, чем вносить поправки в Малайскую конституцию, приняли меры для выяснения мнений основных этнических групп.
В январе 1948 года Малайский Союз был преобразован в Малайскую Федерацию.